# Alfredo Sáenz Abad
Alfredo Sáenz Abad y Elguero (Guecho, 21 de noviembre de 1942) es un economista español directivo del sector bancario.

## Resumen biográfico
Estudió bachillerato en el Colegio de los Jesuitas en Indauchu, de Bilbao (1959). Se licenció en Ciencias Políticas Económicas y Comerciales (Económicas) con el número uno de su promoción, por la Universidad de Deusto, teniendo como profesor a Pedro Toledo Ugarte (banquero, que junto con José Ángel Sánchez Asiaín, negociaron la fusión del Banco Bilbao con el Banco Vizcaya), y en Derecho, por la Universidad de Valladolid (1965). Está casado en primeras nupcias con Juana María Muñoz Prado y tienen cuatro hijos, María, Marta, Alfredo y Gonzalo. Enviudó el 1 de febrero de 2004.

### Trayectoria Profesional
Durante su carrera profesional desempeñó los cargos siguientes:
- Tubacex Inc, en Texas y Latinoamérica (1965 - 1980), primero como director ejecutivo y consejero y después como presidente.[2]
- En Perfrisa, Compañía Asturiana de tubos y Persiles de Frío, fue consejero.
- Banco Bilbao Vizcaya (1981 - 1993): Vicepresidente 1º y Consejero Delegado ( - 1993). Al fallecimiento de Pedro de Toledo (copresidente del BBV), fue designado en diciembre de 1989, por los veteranos consejeros para ocupar la vacante de este. Planteada discrepancia por Sánchez Asiaín al Banco de España presidido por Mariano Rubio Jiménez, en solución salomónica, le fue asignada la Vicepresidencia 1º de asuntos bancarios y financieros (banca tradicional).
- Banca Catalana: El 18 de junio de 1983 se incorporó al Consejo de Administración de Banca Catalana, intervenida por el Banco de España y el Fondo de Garantías de Depósitos, siendo nombrado posteriormente Consejero Delegado (1983 - 1986).[3]
- 1988-1990 Consejero delegado del BBV.
- Banca Catalana: Presidente (1987 - 1994): dirigió su salvamento tras ser adquirida por el Banco Vizcaya de Pedro Toledo (eu:).
- 1990-1993 Vicepresidente primero del Banco Bilbao Vizcaya.
- 1994 Accede a la presidencia de la Corporación Industrial BANESTO.
- 1994 Consejero en Telefónica.
- 1994 Consejero del Banco Santander.
- 1999 Es confirmado como presidente de Banesto tras la fusión entre el Banco Santander y el Central Hispano.
- Banesto: nombrado Presidente (1993 - 2002) tras la intervención por el Banco de España del Banesto de Mario Conde a finales de 1993.
- Banco Santander: Vicepresidente 2º y Consejero Delegado (febrero de 2002 - 2013)
- 2016 En febrero es nombrado presidente del Grupo Financiero BDK que controla el Banque de Dakar con sede de operaciones en la capital de Senegal.[4] El 8 de marzo se anuncia que Sáenz adquiere el 5% del Grupo Financiero BDK creado por Alberto Cortina.[5]

### Remuneración como directivo del Banco Santander
En 2006 y en 2009 fue el directivo de banca mejor pagado de España, con unas ganancias de 10,2 millones de euros en 2009.
En 2011, fue considerado el segundo directivo mejor pagado de las empresas españolas, percibiendo una retribución por todos los conceptos de 12,7 millones de euros. En 2012, Alfredo Sáenz, redujo su sueldo un 29%, hasta 8,2 millones de euros.

### Reconocimientos
- En 2006 El ministro de Industria, Joan Clos, entrega a Alfredo Sáenz Abad el premio Gestor 2006, otorgado por la consultora AT Kearney, en la modalidad de mejor gestor en entidades financieras.[9]
- Se le nombra por primera vez consejero del Banco Santander, bajo la presidencia de Emilio Botin, el 11 de julio de 1994. Es reelegido en las juntas generales de 1995, 1998, 2000, 2003, 2006 y en 2010, a pesar de haber sido condenado penalmente por la Audiencia Provincial en ese año.[10]
- En 2012 Alfredo Sáenz ha sido elegido como el segundo mejor consejero delegado de la banca europea. El título ha sido otorgado según la opinión de 1.470 analistas de 150 empresas que han participado en el ranking anual de la revista Institutional Investor.[11] Este mismo estudio también lo ha situado como el tercero mejor de acuerdo con la votación de los 825 inversores y gestores de fondos de 435 compañías participantes en el estudio.

Es miembro del Patronato de la Fundación Príncipe de Asturias.
- Durante su gestión como consejero delegado, Banco Santander ha sido nombrado en 2012 'Mejor banco del mundo'.[12] Es la tercera vez que el banco recibe este reconocimiento en los últimos siete años.

### Condena penal
En 2009, fue condenado por la Audiencia Provincial de Barcelona a 6 meses de cárcel y multa de 9.000 euros por delitos de acusación y denuncia falsa cometidos en 1993 mientras era presidente de Banesto. En marzo de 2011, tras 17 años de los actos cometidos, el Tribunal Supremo de España rebajó la pena a tres meses de arresto y suspensión de su profesión de banquero por ese tiempo, por un delito de acusación falsa. Esta condena en firme lleva aparejada la inscripción del condenado en el registro de penados y rebeldes, al contar con antecedentes penales se pierde la cualidad de "honorabilidad" que exige el Banco de España para ejercer la actividad de banquero, debiendo haberle dado de baja de la lista de Altos Cargos de Banca.
El origen del proceso se remonta a 1994, cuando Sáenz, procedente del Banco Bilbao Vizcaya Argentaria (BBV) fue nombrado máximo ejecutivo de Banesto, tras su intervención por el Banco de España. En su intento de saneamiento, Banesto había emprendido una estrategia agresiva de recuperación de créditos morosos, en el desarrollo de la cual presentó a sabiendas una falsa querella por estafa, y Alzamiento de bienes contra los clientes y empresarios Pedro Olabarría, Modesto González y José Ignacio Romero, a los que el banco reclamaba 600 millones de pesetas (3,6 millones de euros), que fueron encarcelados y condenados por estos delitos por el juez Luis Pascual Estevill, quien dictó la sentencia condenatoria contra los imaginarios acreedores, siendo en 1996 declarado culpable de los delitos de prevaricación por las detenciones ilegales realizadas a iniciativa de la denuncia falsa presentada por Alfredo Sáenz, por el responsable del Banesto en Cataluña, Miguel Ángel Calama Texeira y del asesor jurídico externo, Rafael Jiménez de Parga Cabrera.
En la sentencia de la Audiencia Provincial de Barcelona de 2009 contra Sáenz, se estableció que este, junto con los otros condenados "tenían conocimiento de que los hechos imputados (a los empresarios) no eran ciertos, así como tampoco de los escritos posteriores de la ampliación de querella" actuando así "con el único propósito de recuperar unos créditos, de la forma que fuere, sin empacho alguno en formularla contra personas físicas que nada debían".

### Indulto
Previo informe favorable del ministerio fiscal, el Gobierno en funciones, presidido por José Luis Rodríguez Zapatero, y siendo Ministro de Justicia Francisco Caamaño Domínguez, en Consejo de Ministros y en contra del tribunal sentenciador -el propio Supremo entendió que no se daban "razones de justicia y equidad" para su concesión-, acordó conceder el indulto parcial a Alfredo Sáenz el 25 de noviembre de 2011, esta decisión «conmuta la pena impuesta de arresto mayor y la accesoria de suspensión de ejercicio profesional por la multa máxima prevista en la legislación aplicable al caso», cambiando la condena inicial por una sanción económica de unos 6000 euros. Esta dádiva gubernativa, le puede permitir seguir cumpliendo con los requisitos de «honorabilidad» que exige el Banco de España a los ejecutivos del sector financiero en España. No obstante, en febrero de 2013, el Tribunal Supremo anuló los efectos administrativos de dicho indulto, inhabilitándole para seguir ejerciendo como directivo del banco. En marzo de 2013, el banquero español se encontraba a expensas de la decisión del Banco de España sobre su continuidad tras las alegaciones del Banco, que defiende que la normativa europea, aprobaba por la Autoridad Bancaria Europea (EBA), y que está a punto de entrar en vigor en España, permitiría a Sáenz ejercer su cargo con las condiciones actuales sin ningún problema.

### Salida del Santander
En abril de 2013, Alfredo Sáenz ha anunciado su renuncia voluntaria como vicepresidente y consejero delegado del Grupo Santander, dejando asimismo de formar parte del consejo de administración.
Alfredo Sáenz tenía reconocidos unos compromisos económicos como fondo de pensiones por su trabajo en la entidad por los que cobró 88,1 millones de euros, más 11,1 por un seguro de vida en caso de invalidez futura, son 99,2 millones, unos 198.400 billetes de 500 euros, es lo que tardaría en ganar un español si viviera 3.306,67 años a razón de 30.000 euros al año. Dicha indemnización representa el 33,67 % de los Fondos Propios (303 millones de €)  del banco TargoBank a 31 de diciembre de 2013.